# Таш-Джарган
Таш-Джарган (крим. Taş Carğan) — зникле село в Сімферопольському районі Автономної Республіки Крим, що розташовувалося в центрі району, приблизно в 1,5 км на схід від сучасного села Аджи-Кал (Чистеньке), в однойменній балці біля підніжжя однойменної гори.
Біля села знаходиться однойменне городище.

## Історія
Вперше Таш-Джарган згадується польським посланцем Мартіном Броневським, який проживав тут у 1579 ; тут-таки, на думку Петра Кеппена і Хвольсона до XVIII століття проживали караїми до їхнього переселення на Мангуп.
«По Камеральному Опису Криму…» 1784 року в останній період Кримського ханства Таш Ярган входив до Акмететський кадилик Акмечетського каймаканства. Після окупації Криму російською імперією (8) 19 квітня 1783, (8) 19 лютого 1784, іменним указом Єкатерини II сенату, на території колишнього Кримського Ханства була утворена Таврійська область і село було приписано до Сімферопольського повіту. Після Павловських реформ, з 1796 по 1802 рік ставилася до Акметецького повіту Новоросійської губернії, а після створення 8 (20) жовтня 1802 Таврійської губернії, Таш-Джарган був включений до складу Ескіординської волості Сімферопольського повіту.
По «Відомості про всі селища в Сімферопольському повіті що з показом у якій волості скільки числом дворів і душ…» від 9 жовтня 1805 року у селі Таш-Ярган налічував 14 дворів і 70 жителів, виключно кримських татар.
На військово-топографічній карті генерал-майора Мухіна 1817 позначений Таш чорган з тими ж 14 дворами. Через війну реформи волосного поділу 1829 року Тамаргін, відповідно до «Відомості про казённых волостях Таврійської губернії 1829 року» залишився у складі колишньої волости. Мабуть, у зв'язку з еміграціями татар до Османської Імперії після утисків російської окупаційної влади село обезлюдніло і на карті 1842 позначена умовним знаком «мале село», тобто, менш як 5 дворів.
У 1860-х роках, після земської реформи Алєксандра II, село приписали до Мангуської волості. У «Списку населених місць Таврійської губернії за відомостями 1864», складеному за результатами VIII ревізії 1864, Таш-Джорган — господарський хутір з 1 двором і 5 жителями при фонтані. За обстеженнями професора А. Н. Козловського початку 1860-х років, у селищі були колодязі з прісною водою глибиною до 5 сажнів, а також мешканці користувалися водою з численних джерел. На триверстовій карті 1865—1876 позначений хутір Апостолова Таш-Чорган. У «Пам'ятній книзі… 1889 року» поселення не згадується.
Після земської реформи 1890-х село передали до складу нової Підгородньо-Петрівської волості. По «…Пам'ятній книжці Таврійської губернії на 1892 рік» у селі Таш-Джорган, що входило Підгородньо-Петрівське сільську общину, було 3 мешканців у 3 домогосподарствах. На докладній військово-топографічній карті 1892 Таш-Джарган позначений з 2 дворами з російським населенням. У «…Пам'ятній книжці Таврійської губернії на 1900 рік» село не значиться і далі в доступних документах не згадується.